# Vombatomorphia
Vombatomorphia – infrarząd ssaków z podrzędu wombatokształtnych (Vombatiformes) w obrębie rzędu dwuprzodozębowców (Diprotodontia).

## Podział systematyczny
Do infrarzędu należą następujące nadrodziny:
- Vombatoidea Burnett, 1830
- Diprotodontoidea Gill, 1872 – takson wymarły

Opisano również rodziny wymarłe o niepewnym statusie taksonomicznym (incertae sedis):
- Ilariidae Tedford & Woodburne, 1987
- Wynyardiidae Osgood, 1921